# HD 224693 b
Coordenadas:  23h 59m 53.8329s, −22° 25′ 41.208″
HD 224693 b é um planeta extrassolar que orbita a estrela HD 224693 a cada 27 dias com uma massa mínima de 71% em comparação com Júpiter.